# Flinsberg (Kirchenpingarten)
Flinsberg ist ein Gemeindeteil der Gemeinde Kirchenpingarten im Landkreis Bayreuth (Oberfranken, Bayern). Flinsberg liegt in der Gemarkung Kirchenpingarten.

## Geografie
Die Einöde ist von Wäldern umgeben und liegt am Goldbach, einem rechten Zufluss der Haidenaab. Im Südwesten erhebt sich der Feuersteinhügel (525 m ü. NHN). Eine Gemeindeverbindungsstraße führt nach Schmetterslohe (1,2 km nördlich).

## Geschichte
Mit dem Gemeindeedikt wurde Flinsberg dem 1808 gebildeten Steuerdistrikt Kirchenpingarten und der 1818 gebildeten Ruralgemeinde Kirchenpingarten zugewiesen.